# Thecanthes
Thecanthes es un género de plantas de la familia Thymelaeaceae  con cinco especies.

## Especies seleccionadas
- Thecanthes concreta
- Thecanthes cornucopiae
- Thecanthes filifolia
- Thecanthes punicea
- Thecanthes sanguinea